# Bonaspeia attia
Bonaspeia attia är en insektsart som beskrevs av Davies 1987. Bonaspeia attia ingår i släktet Bonaspeia och familjen dvärgstritar. Inga underarter finns listade i Catalogue of Life.